# Bernard Carra de Vaux-Saint-Cyr
Pour les articles homonymes, voir Carra.
 (novembre 2013).
Si vous disposez d'ouvrages ou d'articles de référence ou si vous connaissez des sites web de qualité traitant du thème abordé ici, merci de compléter l'article en donnant les références utiles à sa vérifiabilité et en les liant à la section « Notes et références ».
Camille Marie Bernard Carra de Vaux Saint-Cyr (né le 3 février 1867 à Bar-sur-Aube, mort le 28 décembre 1952 à Nice) est un orientaliste français, également historien des sciences et des religions.

## Biographie
Son grand-père paternel, Alexandre Carra de Vaux, était un cousin germain d'Alphonse de Lamartine. Son père, le baron Marie François Albert Carra de Vaux (1833-1884), était magistrat, et un oncle consul en Orient. Par sa mère, née Pernéty, il était arrière-petit-fils du maréchal Jourdan.
Il passa son enfance au château de Rieux, propriété familiale, fit ses études secondaires au collège Stanislas, puis intégra l'École polytechnique en 1886, mais renonça finalement au service public. Il fut nommé professeur d'arabe à l'Institut catholique de Paris en 1890, à vingt-trois ans. Il fut l'un des organisateurs des Congrès scientifiques internationaux des catholiques, à Paris en 1891, à Bruxelles en 1894. Dans le même temps, il fut élu maire de Pansey (1892) et y fonda un syndicat agricole qu'il présida longtemps.
Il fit des voyages d'études en Asie Mineure (1891 et 1897) et aux États-Unis. Il devint membre actif de la Société asiatique et entra à son conseil en 1895. En 1896, il fonda avec le Père Félix Charmetant, le marquis Charles-Jean-Melchior de Vogüé, le baron Adolphe d'Avril et quelques autres personnalités la Revue de l'Orient chrétien, dont il fut secrétaire. En marge de l'Exposition universelle de 1900, il contribua à organiser un congrès d'histoire des religions et un congrès d'histoire comparée. Il fut nommé membre d'une commission internationale chargée de mettre sur pied une Revue d'histoire générale des sciences.
Le 9 mars 1896, il fit une conférence au Salon bibliographique pour dénoncer les massacres des Arméniens. Sur la question juive, s'opposant à l'antisémitisme qui se développait à l'occasion de l'Affaire Dreyfus, il fit en 1898 une conférence à l'Institut catholique de Paris intitulée Le sionisme et l'antisémitisme, et une autre en 1900 à la Société des études juives intitulée Jérôme Salvador et James Darmesteter. Cependant, lecteur du comte de Gobineau, dans ses Études d'histoire orientales de 1897 il présente le chiisme iranien, et plus particulièrement le babisme, comme une réaction du « génie aryen » contre le « génie sémitique ».
Esprit plein de curiosités diverses, il s'intéressa non seulement à la philosophie et aux sciences (arabes et occidentales), mais aussi à la musique arabe, collaborant avec Rodolphe d'Erlanger et participant au Congrès de musique arabe du Caire organisé par le roi Fouad Ier en 1932. Il publia aussi des études sur le système éducatif américain ou sur la langue étrusque. Son opus magnum dans le domaine de l'orientalisme est sa série en cinq tomes intitulée Les penseurs de l'Islam (Geuthner, 1921-26), où on relève des piques contre Louis Massignon.

## Publications
- Gazâli. Le traité de la rénovation des sciences religieuses, Paris, A. Picard, 1891.
- Le traité des rapports musicaux ou l'épître à Scharaf ed-Dîn, par Safi ed-Dîn 'Abd el-Mumin al-Baghdadi, Paris, Imprimerie nationale, 1891.
- Les sphères célestes selon Nasir Eddin Attusi, Paris, Gauthier-Villars, 1893.
- Les mécaniques ou l'élévateur, de Héron d'Alexandrie, traduction de la version arabe de Qusta ibn Luqa, Paris, Imprimerie nationale, 1894.
- L'astrolabe linéaire ou bâton d'Et-Tousi, Paris, Imprimerie nationale, 1895.
- Maçoudi. Livre de l'avertissement et de la révision (traduction française), Paris, Imprimerie nationale, 1896.
- Étude d'histoire orientale. Le mahométisme, le génie sémitique et le génie aryen dans l'islam, Paris, H. Champion, 1897.
- Le mahométisme, Paris, H. Champion, 1898.
- Avicenne, Paris, F. Alcan, 1900.
- La philosophie illuminative (Hikmek el Ichraq) d'après Suhrawerdi Meqtoul, Paris, Imprimerie nationale, 1902.
- Gazali, Paris, F. Alcan, 1902, prix Marcelin Guérin de l’Académie française en 1903.
- Le livre des appareils pneumatiques et des machines hydrauliques, par Philon de Byzance, Paris, G. Klincksieck, 1902.
- L'islamisme en face de la civilisation moderne, Paris, F. Alcan, 1905.
- Leibniz, Paris, Bloud, 1907.
- Newton, Paris, Bloud, 1907.
- La doctrine de l'islam, Paris, G. Beauchesne, 1909, prix Montyon de l’Académie française en 1910.
- (avec Louis Cheikho et Habib Zayyat), Eutychii patriarchæ Alexandrini Annales, 2 vol. CSCO 50-51, Script. Arab. 6-7, Louvain-Beyrouth, 1906-09.
- Léonard de Vinci, Paris, Bloud, 1910.
- La langue étrusque : sa place parmi les langues, Paris, H. Champion, 1911.
- Notes d'histoire des sciences, Paris, Imprimerie nationale, 1917.
- Les penseurs de l'islam, 5 tomes, Paris, P. Geuthner, 1921-26 (I : Les souverains, l'histoire et la philosophie politique ; II : Les géographes. Les sciences mathématiques et naturelles ; III : L'exégèse. La tradition et la jurisprudence ; IV : La scolastique ; V : Les sectes. Le libéralisme moderne) ; réimpr. 1984.
- Tableau des racines sémitiques, arabe-hébreu, accompagnées de comparaisons, Paris, G.-P. Maisonneuve, 1944.